# Avi Nash
Avi Nash (24 januari 1991) is een Amerikaanse acteur.

## Biografie
Nash werd geboren in Amerika bij een Indiaanse/Guyaanse vader en een moeder uit Bombay. Op zeventienjarige leeftijd ging hij studeren aan de Stanford-universiteit in Stanford (Californië), maar op aanraden van een medestudent stopte Nash na een jaar met zijn studie om naar een acteerschool te gaan in Bombay. Nash kreeg echter spijt van deze keus en keerde terug naar Stanfort om zijn studie af te ronden, en haalde in 2012 zijn diploma. Nash haalde in 2016 zijn diploma in master of arts aan de London Academy of Music and Dramatic Art in Londen. Voordat Nash begon als acteur werkte hij als kok in een restaurant in Buenos Aires, en gaf daar ook fietstochten. Nash spreekt naast Engels ook vloeiend Spaans, hindi, Urdu, Portugees, Italiaans en Frans.
Nash begon in 2013 met acteren in de korte film e-103, waarna hij nog meerdere rollen speelde in films en televisieseries. Hij is vooral bekend van zijn rol als Siddiq in de televisieserie The Walking Dead (2017-2020).

## Filmografie

### Films
Uitgezonderd korte films.
- 2023 The Braid - als Kamal
- 2022 There There - als Sam
- 2019 Hosea - als Henry
- 2016 Barry - als Saleem
- 2016 Amateur Night - als ziekenhuis-assistent
- 2015 Postal Jerks - als Juan
- 2014 Learning to Drive - als Preet

### Televisieseries
Uitgezonderd eenmalige gastrollen.
- 2023-2024 Silo - als Lukas Kyle - 8 afl.
- 2017-2020 The Walking Dead - als Siddiq - 33 afl.
- 2015-2019 Silicon Valley - als Wajid - 2 afl.